# Стримон (тема)
Тема Стримон е византийска военноадминистративна единица край северното крайбрежие на Егейско море и долините на реките Струма и Места. Създадена е през VIII в. като клисура в рамките на византийската темна система, изградена в отговор на славянските нашествия и последвалите опити на Византийската империя да възвърне загубените територии на Балканите, в средата на IX в. Стримон прераства в тема с административен център град Серес. Темата съществува до 1204 г., когато е ликвидирана след завладяването на Константинопол от кръстоносците, които включват нейната територия в Солунското кралство, част от новооснованата Латинска империя.

## Местоположение
Темата обхваща територията по средните и долните течения на реките Струма и Места до крайбрежието на Егейско море на юг и Родопите на север. Стримон е организирана за защита на важния търговски път Via Ignatia, свързващ Константинопол с пристанищата на Адриатическо море.

## История
През VII в. славянските племена успяват да пробият дунавския лимес (римската отбранителна система по река Дунав) и трайно да се настанят на Балканите. В отговор на тези нашествия при управлението на император Ираклий започва изграждането на темна система, която да замени старото римско деление на провинции и префектури. Начело на темата стои стратег.
Стримон е създадена през VIII в. като клисура (по-малка административна единица). Стабилизирането и настъпилия възход на Византия през IX в. дават възможност на империята да възстанови загубените си позиции на Балканите и да постави под своя власт част от балканските славяни. В това направление тя сблъсква интересите си с Българската държава, която също търси перспективи за разширяване в този регион. В резултат на това клисурата Стримон е повишена в ранг на тема в средата или края на IX в. Първото упоменаване на Стримон като тема е в Клиторологионът от 899 г. Въпреки това печати на стратези на Стримон от средата на IX в. доказват, че темата функционира като такава още преди въпросната година. Освен това епископът на Серес е издигнат в ранг архиепископ именно около 840 г. Към 840 г. отнася създаването на темата френският историк Пол Ламерле. Според британския историк Уорън Тредголд обаче тема Стримон е основана през 896 г. в отговор на военните кампании на българския цар Симеон I.
Изказани са предположения от български историци, че темата попада под българска власт след злополучната за ромеите битка при Ахелой през 917 г., въпреки че няма категорични данни за това. Спорно е и дали темата е придобита отново от Византия след 927 г. или това се случва едва през 971 г. Със сигурност тя е под византийска власт след 971 г. В Ескориалската тактика от 975 г. се съобщава, че Йоан Цимисхи разделя темата на две части: Хрисава (гр. Χρυσεύβα) и Нови Стримон (гр. Νέος Στρυμών), но идентифицирането на границата между двете е неясно. По-късно темата е реорганизирана, като източната и част е обособена в тема Волерон, докато западната запазва името Стримон. През 1185 г. темата е засегната от походите на норманите, които завладяват Солун. През 1191 г. административният център на темата Серес е временно завладян от Второто Българско царство, но Византия бързо възвръща контрола си над града. През 1204 г. Константинопол е завладян от рицарите от Четвъртия кръстоносен поход, като в завладените територии е създадена новата Латинска империя. Темата Стримон е закрита, а територията и попада в новото кръстоносно Солунско кралство.